# Bradypus
Lười ba ngón (tên khoa học Bradypus) là một chi động vật có vú trong họ đơn chi Bradypodidae, bộ Pilosa. Chi này được Linnaeus miêu tả năm 1758. Loài điển hình của chi này là Bradypus tridactylus Linnaeus, 1758, by subsequent designation (Miller and Rehn, 1901).

## Hình ảnh

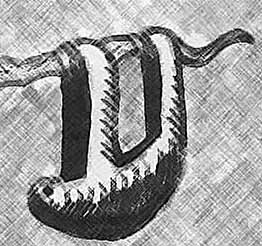
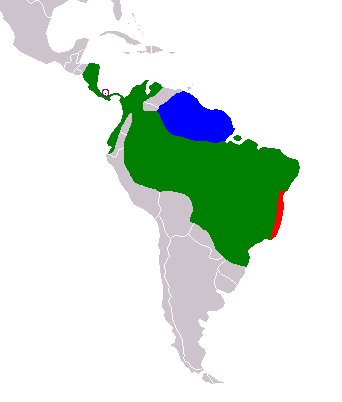
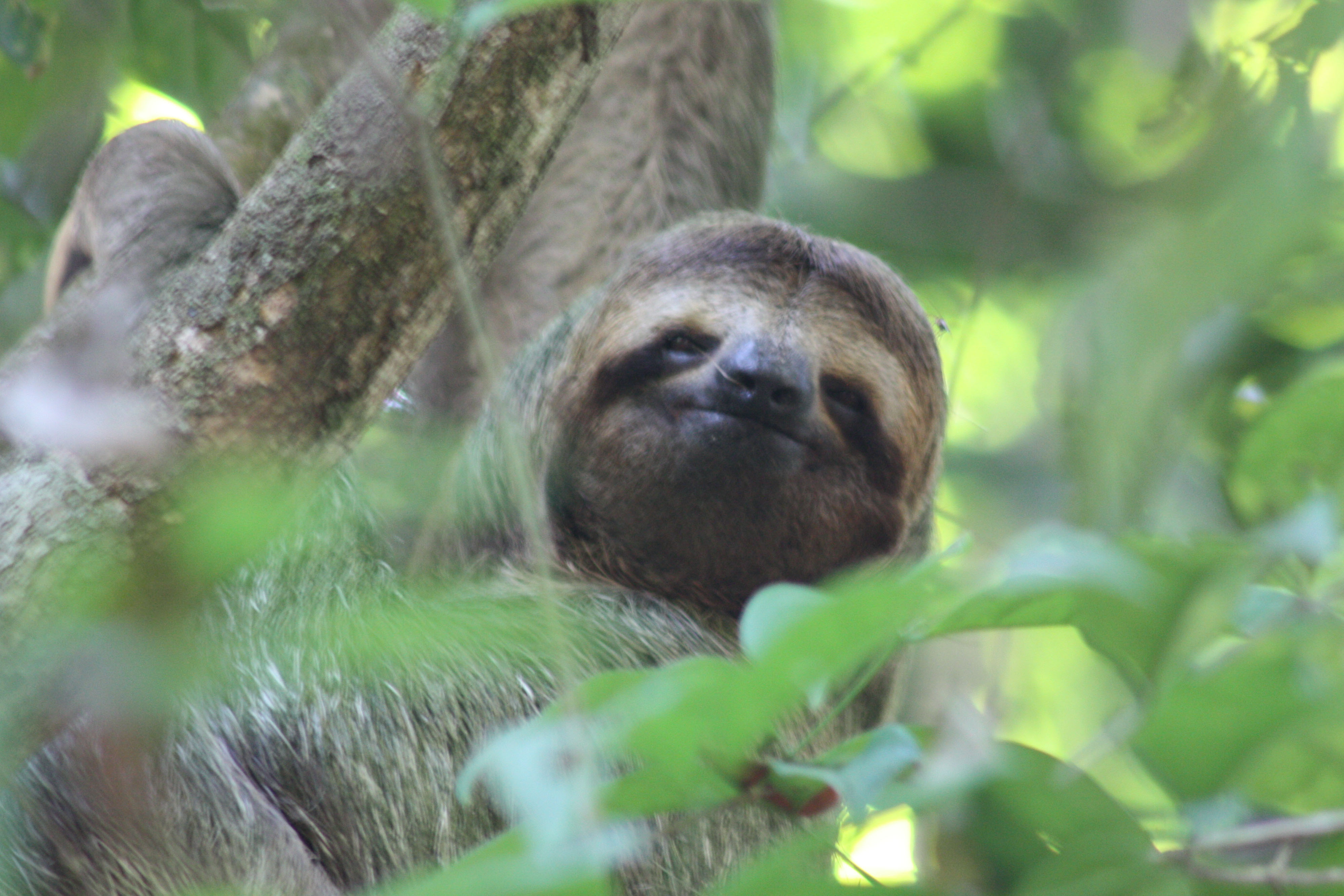
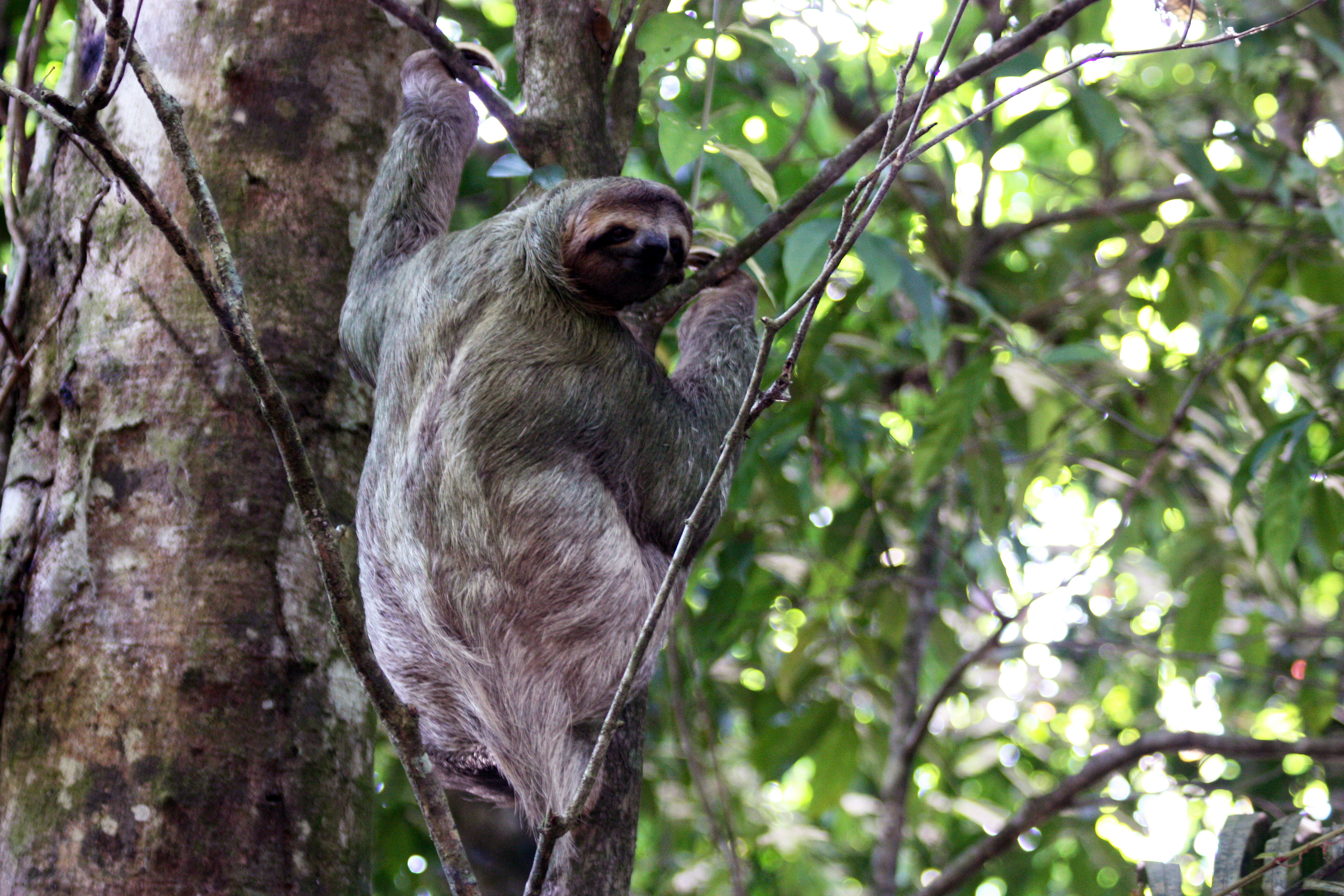
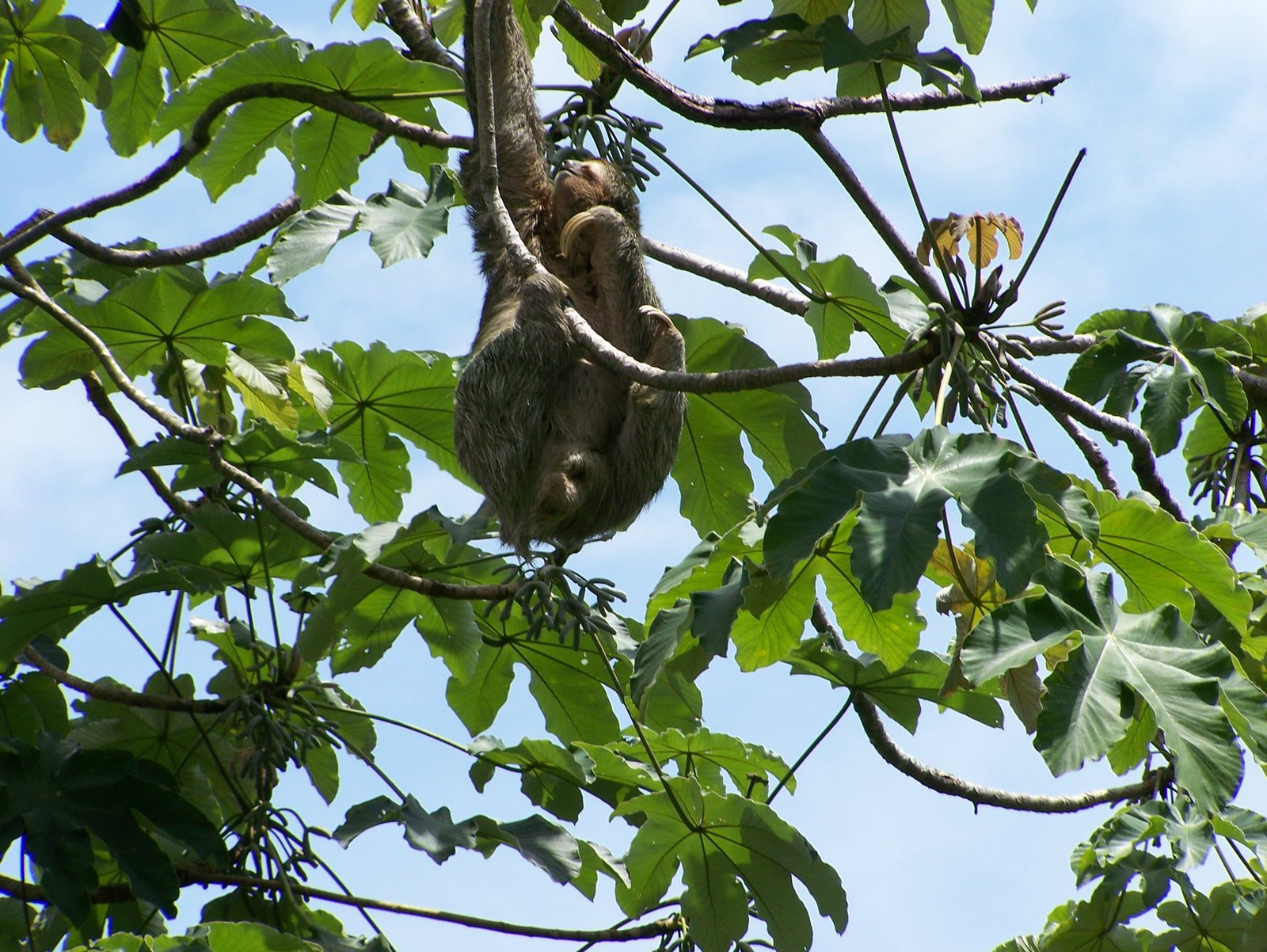

## Các loài
Chi này gồm các loài:
- Bradypus pygmaeus
- Bradypus torquatus
- Bradypus tridactylus
- Bradypus variegatus